# Sete Lagoas (gemeente)
Sete Lagoas ('Zeven Meren' in het Portugees) is een gemeente in de Braziliaanse deelstaat Minas Gerais.

## Geschiedenis
Bewijs van precolumbiaanse aanwezigheid is gevonden in de Gruta Rei do Mato (Grot van de Woudkoning).
Omstreeks 1700 AD trokken Europese kolonisten Minas Gerais binnen om naar goud, edelstenen en diamanten te zoeken. Vandaag de dag heet de wijk Santa Luzia in de volksmond nog steeds "o Garimpo" (Portugees voor "de goudmijn").
Tussen 1780 en 1867 werd de naam 'Sete Lagoas' gebruikt voor verschillende soorten regionale overheid. De gemeente Sete Lagoas werd gesticht in 1867. Sete Lagaos is ook de zetel van het rooms-katholieke bisdom Sete Lagoas.
Hoewel "Sete Lagoas" letterlijk vertaald "Zeven Meren" betekent, telt deze stad tegenwoordig veel meer dan zeven meren: 10 in de bebouwde kom en 17 binnen de gemeentegrenzen. Enkele hiervan zijn door de tijd heen gegraven, anderen kwamen door stadsuitbreiding binnen gemeentegrenzen of binnen de bebouwde kom te liggen. Er bestaan echter 7 'officiële' meren volgens een gemeentewet uit 1989. Dit zijn: Lagoa da Boa Vista, Lagoa da Catarina, Lagoa da Chácara, Lagoa do Cercadinho, Lagoa José Felix, Lagoa do Matadouro en Lagoa Paulino.

## Aangrenzende gemeenten
De gemeente grenst aan Araçaí, Caetanópolis, Capim Branco, Esmeraldas, Funilândia, Inhaúma, Jequitibá, Paraopeba en Prudente de Morais.

## Ligging
Sete Lagoas ligt 70 kilometer van Belo Horizonte, de hoofdstad van Minas Gerais.
Sete Lagoas ligt 761 meter boven zeeniveau.

## Verkeer en vervoer
De plaats ligt aan de radiale snelweg BR-040 tussen Brasilia en Rio de Janeiro. Daarnaast ligt ze aan de wegen BR-135, MG-238 en MG-424.

## Bevolking
In 2018 had Sete Lagoas ongeveer 236.000 inwoners. In de afgelopen decennia is Sete Lagoas sterk gegroeid: tussen 1982 en 2004 is het aantal geregistreerde kiezers bijna verdubbeld.

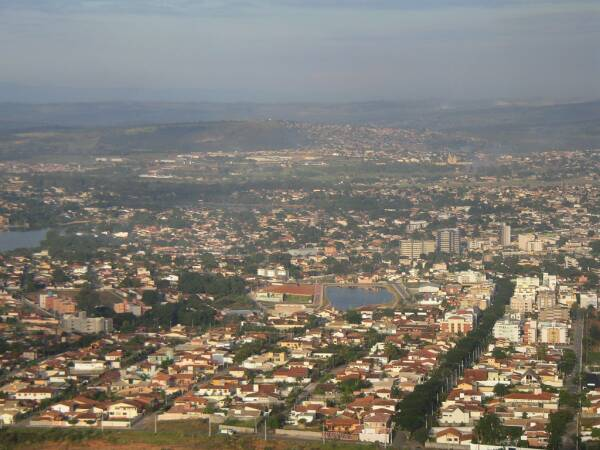
Sete Lagoas vanuit de lucht

## Recreatie
De stad is bekend vanwege zijn meren, de waterval, de Serra Santa Helena en de grotten.
De twee belangrijkste meren zijn Lagoa Paulino en het Lagoa Boa Vista. Het Lagoa Paulino ligt in het stadscentrum en is omringd door bars, restaurants en winkels. Het Lagoa Boa Vista is omringd door parken, sportfaciliteiten en een kleine dierentuin.
De Gruta Rei do Mato (Grot van de Woudkoning) is de bekendste grot en is genoemd naar een vluchteling die erin leefde. De grot is gelegen in een (karst)berg. Zij heeft drie grote kamers met diverse stalactieten en stalagmieten.
De waterval is gelegen in het Parque da Cascata (Watervalpark) in een Karstkrater boven op de top van de Serra Santa Helena. De beek van de waterval verlaat de krater door een grot die moeilijk te bereiken is. De plaats waar de beek buiten de krater weer bovenkomt, is een populaire plaats voor Macumbarituelen.
De Serra Santa Helena ligt slechts 3 kilometer van het centrum van de stad en biedt een mooi uitzicht over de stad en zijn meren. Boven op de Serra staat een kleine kapel. Een bezoek kan worden gecombineerd met een bezoek aan de Parque da Cascata. De Serra wordt regelmatig gebruikt voor paragliding.

## Eten
Eten is een belangrijk element in de cultuur van Minas Gerais. In Sete Lagaos kunnen twee gerechten worden gevonden die specifiek zijn voor deze plaats: Galopé en Muchacho. Galopé is een schotel van kip (galo) en varkenspoten (pé de porco). Muchacho is ook gemaakt van kip en varkensvlees maar bevat tevens kaas.

## Geboren
- Wagno de Freitas, "Vaguinho" (1950), voetballer
- Paula Fernandes (1984), countryzangeres
- Marcos Rocha (1988), voetballer